# ジョン・ヒューム
ジョン・ヒューム（John Hume、1937年1月18日 - 2020年8月3日）は、北アイルランドの政治家。1979年から2001年まで社会民主労働党（SDLP）の党首であった。欧州議会の議員、またイギリス議会と北アイルランド議会の議員でもあった。ヒュームは北アイルランドの政治史の中でもとりわけ重要な役割を果たしたと見られている。北アイルランドの平和プロセスの立役者の一人として1998年度のノーベル平和賞の受賞者の一人である。

## 経歴
ヒュームはロンドンデリー（デリー）でアイルランド系カトリック教徒の家庭に生まれ、同地のセントコロンバ・カレッジで学び、そこで同級生だった詩人シェイマス・ヒーニーと知り合う。その後、メイヌースにある有名なカトリック神学校でアイルランド国立大学の一カレッジであるセントパトリック・カレッジで教育を受けた。そこで彼は司祭になるための勉強を進めたが、その後中退し、故郷で教師となった。
ヒュームはデリーのクレジットユニオン運動の発起者の一人であり、1960年代後半のデリーでの市民権運動で指導者として頭角を現した。市民権運動が最高の盛り上がりを見せた1969年には北アイルランド議会の無所属議員となり、1983年には英下院議員に選出された。また1979年にはジェリー・フィットの後継者として、カトリック教徒を主とする社会民主労働党の第2代党首となった。北アイルランドからの欧州議会議員の3人のうちの一人でもあった。
ヒュームは、北アイルランドでカトリック系とプロテスタント系の住民同士の衝突や過激派によるテロが激化する中、英政府や立場の異なる各政党との対話に積極的に参加。1998年、自治政府設置などを柱とするベルファスト合意を導き、親英派のアルスター統一党のデヴィッド・トリンブル党首と共にノーベル平和賞を受賞した。2004年2月4日にヒュームは政界からの完全な引退を表明した。
数年にわたる認知症を患った後、2020年8月3日月曜日の早朝、ロンドンデリーのオーウェン・モア老人ホームで死去した。83歳没。